# Gmina Severin
Gmina Severin (chorw. Općina Severin) – gmina w Chorwacji, w żupanii bielowarsko-bilogorskiej.

## Miejscowości i liczba mieszkańców (2011)
- Orovac – 341
- Severin – 536